# Радослав Андријић
Радослав Андријић био је хумски жупан око 1254. године.

## Биографија
Радослав је био син Андрије Мирослављевића и унук Немањиног брата Мирослава. У изворима се помиње 1254. године као угарски вазал. Његова владавина је у вези са ратом кога су Дубровчани водили против српског краља Уроша (1243—1276). Дубровчани 1253. године ступају у савез са Другим бугарским царством. У Дубровнику је 15. јула 1253. године склопљен савез према коме је бугарски цар Михаило Асен преузео на себе обавезе које су српски владари имали у погледу Дубровника у случају да овлада Српским краљевством. Савез са Бугарима био је на снази 22. маја 1254. године када су Дубровчани у рат увукли и хумског жупана Мирослава, потомка Немањиног брата Мирослава. Као „клетвеник верни”, Радослав се обавезао угарском краљу да ће „чинити рат краљу Урошу и његовим људима докле ваш град Дубровник стоји у рату са Урошем и његовим људима”. Коалиција, међутим, није нашкодила српском краљу те су већ августа 1254. године Дуброчани склопили мир са Србијом. Урош им је повељом потврдио раније повластице. Дубровник је морао да плати ратну одштету и да ослободи заробљенике. Жупану Радославу губи се сваки траг након овог рата. Вероватно га је Урош свргао са власти и Хум тешње припојио својој држави.